# Ватиканский Вергилий
Ватика́нский Верги́лий (лат. Vergilius Vaticanus, инвентарное обозначение Cod. Vat. Lat. 3225) — иллюминированный манускрипт, датированный последней третью IV либо началом V века, одна из трёх иллюминированных рукописей на пергаменте, сохранившихся от античности. Включает фрагменты «Энеиды» (9 из 12 песен) и «Георгик» (две книги из четырёх) Вергилия. Сохранилось 75 листов с 50 иллюстрациями, некоторые из которых занимают целую страницу; по оценкам специалистов, это примерно четверть оригинальной рукописи. Заказчик рукописи неизвестен, по-видимому, он происходил из семейства римской языческой аристократии. В Средние века манускрипт находился на территории бывшей Римской Галлии, в аббатстве Сен-Мартен-де-Тур, где на рубеже XV—XVI веков привлёк внимание французских и итальянских учёных и библиофилов. Не позднее 1510-х годов был увезён в Италию. Около 1600 года рукопись попала в Ватиканскую библиотеку, где хранится до сих пор. Предполагается, что античные миниатюры повлияли на художников Каролингского возрождения и итальянского Ренессанса. Начиная с XVI века рукопись и её миниатюры неоднократно копировались, в 1899 и 1980 годах выпускались факсимильные издания.

## История создания и сохранения

### Время создания
Всего от античности до наших дней дошли семь рукописей сочинений Вергилия, все во фрагментарном состоянии. Две из них роскошно иллюстрированы, помимо Ватиканского Вергилия, это Vergilius Romanus, хранящийся в той же библиотеке (Vat. lat. 3867). В ватиканской рукописи 3225 отсутствует колофон, поэтому заказчик её неизвестен. Однако во второй половине IV века, когда Рим лишился статуса столицы, для среды старой языческой аристократии характерно внимание к традиционной римской культуре и латинской литературе «золотого века». Судя по тому, что иллюстрации в рукописи содержат многочисленные изображения языческих жертвоприношений, она не могла быть создана для заказчика-христианина. Из авторов этого круга Вергилию пристальное внимание уделяли Сервий, Макробий и сенатор Квинт Аврелий Симмах. Рукопись датируется на основе стиля миниатюр, которые демонстрируют сходство с сохранившимися римскими памятниками, созданными для заказчиков из круга Симмаха — диптихом Никомаха и блюдом Парабиаго, которые явно показывают сходство в композиции и размещении фигур. Известные параллели можно также найти в мозаиках римской базилики Санта-Мария-Маджоре, датируемых 432—440 годами, где сочетаются символизм раннехристианского и будущего византийского искусства и наследия классической античности. Таким образом, искусствоведы практически единодушны в датировке рукописи: Т. Стивенсон, основываясь на параллелях между стилем миниатюр и языческим римским искусством, датировал её последней третью IV века, И. Левин, основываясь на стилевой близости к мозаикам Санта-Мария-Маджоре, — 430-ми годами, Д. Райт давал усреднённую дату — 400 год, — считая невозможным установить более точную. Впрочем, он же считал последнюю треть IV века более вероятной.

### История рукописи
Местонахождение рукописи между V и IX веками установить невозможно. К началу Каролингского возрождения рукопись Вергилия находилась на территории бывшей Галлии, в аббатстве Сен-Мартен-де-Тур, что следует как из помет на полях и исправлений в тексте, так и из того, что две миниатюры послужили прототипом для украшения Первой Библии короля Карла Лысого, которая точно датирована 846 годом и выполнена в турском монастырском скриптории. В этот же период каролингские книжники вносили исправления в текст. Д. Райт продемонстрировал, что миниатюра, изображающая Сивиллу, Энея и Ахата перед храмом Аполлона, послужила основой для каролингского изображения апостола Павла, проповедующего в Храме. Так римское искусство способствовало развитию искусства раннего средневековья.
Поскольку долгое время аббатом Сен-Мартена был Алкуин, основавший там крупнейший при Карле Великом скрипторий, Д. Райт предположил, что рукопись покинула Рим около 800 года и стала частью императорской библиотеки в Ахене. После кончины Карла Великого в 814 году его библиотека была распродана, и так рукопись попала в аббатство. Сен-Мартен в 853 году подвергся нападению викингов, и, видимо, в этот же период рукопись была расчленена, и большинство листов были утрачены. Незначительные пометы на полях датируются X—XI веками, что доказывает востребованность рукописи.
Первой половиной XV века датированы поправки, аккуратно внесённые в текст анонимным французским гуманистом, они повысили удобочитаемость стёршихся фрагментов текста. Впрочем, не исключено, что большинство листов рукописи были утрачены именно в это время. В период до 1514 года рукопись вернулась в Италию, и, возможно, оказалась в собственности человека искусства из круга Рафаэля. Между 1516 и 1527 годами были выполнены несколько рисунков и гравюр, которые, несомненно, восходили к миниатюрам рукописи Вергилия. В частности, художник круга Рафаэля — Фабио Кальво, — иллюстрировал вышедшую в 1527 году книгу Antiquae Urbis Romae cum regionibus simulacrum («Городские древности Рима с приложенными изображениями»). Реалистичные изображения древних памятников частично воспроизводят миниатюры.
В 1530-х годах рукопись упоминается как находящаяся в Падуе, где оказалась в собрании кардинала Пьетро Бембо; в Риме с ней работал испанский учёный Антоний Августин. После кончины Бембо его библиотека была распродана, и в 1579 году рукопись была приобретена Фульвио Орсини. Возможно, именно тогда листы рукописи были обрезаны. В 1582 году Орсини передал рукопись в дар Апостольской библиотеке, но фактически владел ею до самой кончины в 1600 году.

### В Ватиканской библиотеке
До XIX века рукопись Ватиканского Вергилия была малодоступна для учёных, однако с ней работали известные библиофилы Кассиано даль Поццо (в 1632 году) и кардинал Камилло Массими (в 1641—1642 годах). В тот же период рукопись была реставрирована: маргиналии и пометы были соскоблены ножом и заглажены пемзой, оторванные куски листов подклеены. В 1741 году к кодексу был приплетён лист из другой древней рукописи Вергилия, так называемого Вергилия Медичи из собрания Лауренцианы. В 1745 году рукопись заново переплели и придали всем листам одинаковый формат. В 1869 и 1878 годах рукопись была вновь реставрирована. Для консервации рукописи в XX веке она была расшита, и листы сначала хранились в трёх папках, каждый в отдельном картоне, а с 1990-х годов каждый лист сохраняется в индивидуальном пластиковом футляре с рамкой.

## Содержание и оформление
Рукопись технически хорошо сохранилась, но утеряно много листов. Предположительно, кодекс открывался текстом «Буколик», который полностью утрачен, от «Георгик» сохранились только две последние книги из четырёх, из «Энеиды» осталось девять песен из двенадцати с большими лакунами. В современной рукописи 75 листов, украшенных 50 миниатюрами во всю ширину листа, а некоторые занимают всю страницу. Изображениями и текстом покрыты обе стороны листа.
Часть утраченных изображений оставила следы на сохранившихся страницах и может быть распознана при ультрафиолетовом фотографировании. В общей сложности, фиксируются 30 утраченных миниатюр. Так, на листе 57 verso можно видеть следы медальона, который, возможно, был занят портретом Вергилия. Портрет автора был характерен для античных рукописей.

### Листы с иллюстрациями
Примечание. Folio — лист рукописи, имеющий две стороны: recto — лицевую, и verso — оборотную. Показаны лишь хорошо сохранившиеся миниатюры, некоторые листы повреждены очень сильно.
| Структурная часть     | Folio                        | Изображение | Содержание изображения |
| --------------------- | ---------------------------- | ----------- | --- |
| «Георгики», книга III | 1 recto                      |             | 6 картинок в таблице: Аполлон — пастух на службе у Адмета, пасторальная сцена с Палес, Геракл убивает Бусириса, похищение Гиласа нимфами, Латона спасается от Пифона на Делосе, триумф поэта |
| «Георгики», книга III | 4 verso                      |             | Бой быков |
| «Георгики», книга III | 6 recto                      |             | Водопой |
| «Георгики», книга IV  | 7 verso                      |             | Корикийский старик |
| «Георгики», книга IV  | 8 verso                      |             | Циклопы за работой |
| «Георгики», книга IV  | 9 recto                      |             | Орфей в загробном мире |
| «Энеида», песнь I     | 13 recto                     |             | Эней и Ахат наблюдают строительство Карфагена |
| «Энеида», песнь II    | 18 verso                     |             | Смерть Лаокоонта |
| «Энеида», песнь II    | 19 recto                     |             | Троянский конь |
| «Энеида», песнь II    | 22 recto                     |             | Креуса, удерживающая Энея; чудо над Асканием |
| «Энеида», песнь III   | 24 recto                     |             | Погребальный обряд над телом Полидора |
| «Энеида», песнь III   | 28 recto                     |             | Пенаты призывают Энея плыть из Крита в Италию |
| «Энеида», песнь III   | 31 verso                     |             | Панорама Сицилии |
| «Энеида», песнь IV    | 33 verso                     |             | Дидона приносит жертвы богам |
| «Энеида», песнь IV    | Разворот 39 verso — 40 recto |             | Дидона смотрит на отплывающие корабли троянцев; Дидона на костре готовится заколоть себя |
| «Энеида», песнь IV    | 41 recto                     |             | Смерть Дидоны |
| «Энеида», песнь V     | 42 recto                     |             | Состязание судов |
| «Энеида», песнь VI    | 45 verso                     |             | Сивилла, Эней и Ахат перед храмом Аполлона |
| «Энеида», песнь VI    | 48 verso                     |             | Сивилла, Эней и Цербер |
| «Энеида», песнь VII   | 58 recto                     |             | Корабли троянцев проходят мимо дворца Цирцеи |
| «Энеида», песнь VII   | 60 recto                     |             | Троянские послы перед Латином при храме Пика |
| «Энеида», песнь VII   | 63 recto                     |             | Латин дарит троянцам коней |
| «Энеида», песнь VIII  | 69 recto                     |             | Эней находит на берегу Тибра белую веприцу с детёнышами |
| «Энеида», песнь IX    | 71 recto                     |             | Корабли троянцев обращаются в морских нимф |
| «Энеида», песнь IX    | 73 verso                     |             | Воины в лагере троянцев — совет в отсутствие Энея: Нис, Эвриал, Асканий, Алет |

## Особенности рукописи
По мнению П. де Нолака, первоначально кодекс содержал 440 страниц и 280 изображений. Д. Райт в исследовании 1993 года реконструировал изначальный вид и содержание рукописи Ватиканского Вергилия: она включала 220 листов веллума форматом на развороте 23 × 43 см (всего 440 страниц). На их изготовление понадобились 74 овечьи шкуры. Листы сложены в квинионы — тетради по пять (хотя в античности чаще встречались тетради в 4 листа). Общее количество изображений оценивается в 245.

### Почерк
Текст был полностью переписан одним писцом до изготовления изображений, для которых было оставлено свободное место. Чернила в основном чёрные, но первая строка каждой книги «Георгик» и первые три строки каждой книги «Энеиды» выполнены красными чернилами. Рукописный шрифт — капитальный рустичный, — предшествовавший унциалу, и характерный для римских книг на папирусе, однако палеографически датировать рукопись не оказалось возможным. Если сравнивать эту рукопись с похожей на неё Vergilius Romanus, можно сделать вывод, что Vergilius Vaticana предназначался для разглядывания миниатюр, а другая рукопись — для чтения.
Собственно текст лишён украшений, отсутствуют инициалы, начальные буквы лишь немного больше, чем остальные. Начало и конец каждой структурной части текста ничем не обозначены, слова написаны слитно. На верхних полях каждой страницы указывалось название книги, но почти все колонтитулы погибли при обрезании листов рукописи. Знаки препинания и обозначения параграфов были добавлены позднее.

### Миниатюры
Миниатюры выполнены разными пигментами, нанесёнными толстым слоем, что и обеспечило их сохранность. Золото использовалось для некоторых деталей и оформления рамок, однако, поскольку лабораторного исследования рукописи не производилось, сложно сказать что-то о технике миниатюристов.
Расположение иллюстраций подчиняется определённой логике: в общем, каждая книга «Георгик» и песнь «Энеиды» должна начинаться с большой иллюстрации в целую страницу, расположенной на лицевой стороне листа. Далее следует зачин красными чернилами, а прочие иллюстрации располагаются в соответствии с содержанием текста. Для «Георгик» связь иллюстраций и текста вполне условная. В тексте «Энеиды» иллюстрации, как правило, располагаются над текстом, но в книге VII одна миниатюра обрамлена текстом и сверху, и снизу. По мнению Д. Райта, такой метод иллюстрирования восходит к папирусным свиткам, которые, вероятно, копировали оформители Ватиканского Вергилия. Иногда встречаются большие массивы текста без иллюстраций, в этих местах копировщики, видимо, не стали сохранять изображений из рукописи-протографа.
Исследователи не пришли к согласию, сколько художников изготовляли миниатюры. Возможно, это были те же мастера, что скопировали Quedlinburg Itala. Д. Райт выделял работы трёх миниатюристов, однако Т. Стивенсон считал, что художники 1 и 3 были одним лицом.
- Сравнение трёх стилей миниатюр в рукописи «Ватиканского Вергилия»
- Первый мастер
- Второй мастер
- Третий мастер

По Райту, первый художник исполнил миниатюры в тексте «Георгик» и, по-видимому, утраченные миниатюры в начале рукописи. Его стиль элегантен, он, вероятно, был хорошо знаком с классическим античным искусством. Фигуры и их позы изображены анатомически правильно, но иногда в композиции механически объединены несколько разных сюжетов. Второй художник выполнил первые шестнадцать миниатюр в тексте «Энеиды». Вероятно, он копировал иллюстрации с папирусного источника, добавляя к нему рамки и фоны. Как художник, он был хуже образован. По-видимому, его дальнейшая работа была отвергнута заказчиком. Третий художник исполнил 25 сохранившихся миниатюр, по стилю он ближе к первому. По Райту, ему гораздо лучше удавались ландшафты (особенно море и небо) и архитектурные элементы. Тем не менее, его рисунки более схематичны и менее выразительны, чем у первого художника.
Д. Райт считал вполне возможным, что прототипы миниатюр Ватиканского Вергилия были созданы в I—II веках. Это доказывается сравнением миниатюры «Смерть Лаокоона» с описанием Плиния Старшего (Hist. nat. XXXI, IV, 24) и копией этой скульптуры, дошедшей до наших дней. Впрочем, абсолютного сходства нет — изменились жесты и появился развевающийся плащ. Райт также проводил параллели между изображениями воинов в лагере троянцев и обмундированием легионеров на Колонне Траяна.
- Сравнение миниатюр «Ватиканского Вергилия» и их предполагаемых прототипов
- Смерть Лаокоона
- Лаокоон и его сыновья
- Воины в лагере троянцев
- Римские офицеры на Колонне Траяна

## Репродуцирование рукописи. Исследования
К 1520-м годам относятся немногие сохранившиеся гравюры и достаточно точные этюды, воспроизводящие 50 миниатюр рукописи Вергилия. В XVII веке коллекционеры и библиофилы продолжили копирование рукописи. В 1632 году Кассиано даль Поццо заказал копии миниатюр Пьетро да Кортона и его ученикам. Кардинал Массимо в 1641—1642 годах заказал Пьетро Бартоли акварельную копию миниатюр, но к моменту его кончины в 1677 году они так не были закончены (ныне хранятся в Королевской коллекции). Бартоли в 1677 году опубликовал серию гравюр, воспроизводящих образы Vergilius Vaticanus и Vergilius Romanus.
В 1741 году ватиканский хранитель библиотеки — Джованни Гаэтано Боттари — опубликовал своё исследование рукописей Вергилия с иллюстрациями Бартоли. В 1779 году Жан-Батист Аженкур начал работать над «Историей искусства в памятниках от его упадка в 4-м веке до возрождения в 16-м» (Histoire de l’art par les monuments depuis sa décadence au 4-e siècle jusqu’a son renouvellement au 16-e), в которую вошли 15 детальных репродукций Ватиканского Вергилия. Однако опубликованы они были только в 1823 году. К исследованию рукописи обращался и известный филолог — кардинал Анджело Май, который в 1835 году выпустил в Риме полное описание всех миниатюр с иллюстрациями. Впрочем, Д. Райт невысоко оценивал их качество, считая гравюры слишком графичными и схематичными, и заявил, что репродукции Аженкура были на тот момент предпочтительнее.
В 1859 году Отто Риббек начал первое критическое издание Вергилия в пяти томах, используя древнейшие рукописи, в том числе Ватиканскую. В 1884 году П. де Нолак опубликовал первое исследование рукописи с чёрно-белыми фотографиями, и в 1897 году выпустил первое монографическое исследование рукописи. Полное факсимильное издание (с чёрно-белыми репродукциями) увидело свет в 1899 году, оно было осуществлено Ватиканской библиотекой. Полноцветное факсимильное издание было выпущено в 1980 году.
Современные исследователи рассматривают иллюстрации Ватиканского Вергилия как важный источник по ритуалам в поздней римской религии. По мнению Е. В. Антонец, ко времени создания рукописи и комментария Сервия обряд жертвоприношения уходил в прошлое, был известен только учёным-специалистам и плохо знаком широкой публике. Миниатюры до некоторой степени позволяют воссоздать представления о языческих жертвоприношениях в Риме IV века, но при этом выясняется, что для иллюстраторов смыслы некоторых ритуалов, описанных Вергилием, были уже непонятны.